# Finlands generobring af Ladogakarelen
 Der er for få eller ingen kildehenvisninger i denne artikel, hvilket er et problem. Du kan hjælpe ved at angive troværdige kilder til de påstande, som fremføres i artiklen.

Finlands generobring af Ladogakarelen (1941) var en militær kampagne som Finland gennemførte i 1941 som led i Fortsættelseskrigen.

## Styrker ved kampagnens start
Den finske hær var indledningsvis opstillet i en forsvarsstilling, men den 29. juni 1941 skabte den finske øverstkommanderende marskal Carl Gustaf Mannerheim Karelen Hæren under kommando af generalløjtnant Erik Heinrichs, og beordrede den til at forberede et angreb mod Ladogakarelen. Karelen Hæren bestod af det finske 6. Korps der omfattede 5. division og 11. division, 7. Korps, som omfattede 7. division og 9. division, samt gruppe O, som omfattede den finske kavaleri brigade, 1. jægerbrigade og 2. jægerbrigade. Da senere 1. division og 2 regimenter af den tyske 163. division ankom til området blev de tildelt Karelen Hæren.
Overfor Karelen Hæren stod den sovjetiske 7. Arme med 168. Riffeldivision i nærheden af Sortavala og 71. Riffeldivision nord for Jänisjärvi. De sovjetiske styrker havde forberedt feltbefæstninger ved grænsen langs Sortavala og ved de vigtige vejknudepunkter i Värtsilä og Korpiselkä.

## Offensiven indledes
Den 9. juli blev der givet ordre til at indlede offensiven. Opgaven med at gennembryde det sovjetiske forsvar blev tildelt 6. Korps, under kommando af helten fra slaget ved Tolvajärvi, generalmajor Paavo Talvela. Han havde lånt så meget artilleri som muligt fra de andre enheder i Karelen Hæren. 5. division under oberst Eino Koskimies rykkede med kraftig artilleriunderstøttelse mod Korpiselkä den 10. juli, og havde overløbet forsvarerne den følgende morgen. Talvela var ikke tilfreds med Koskimies indsats, som han mente manglede aggressivitet, og lød ham afløse af oberst Lagus.
Lagus forfulgte det 52. sovjetiske infanteriregiment østpå med sine lette enheder og nåede Tolvajärvi den 12. juli. Derefter drejede han mod syd og rykkede frem ad små veje, hvoraf nogle var i så dårlig stand, at hans mænd måtte bære deres cykler. Den 14. juli afskar hans styrker Sortavala-Petrozavodsk jernbanen, og den næste dag nåede de bredden af Ladoga søen, and og afskar de sovjetiske ruter rundt om søen. Den Røde Hær måtte overføre to regimenter og yderligere bataljoner fra det Karelske næs for at lukke hullet på den østlige side af Ladoga søen.
Den 4. juli havde 11. division under oberst Kaarlo Heiskanen) allerede opdaget, at de sovjetiske styrker midlertidigt havde opgivet deres skyttegrave ved grænsen, og de benyttede lejligheden til at erobre dem. Den 9. juli, da den generelle offensiv blev indledt, var de allerede stødt østpå fra deres nye stillinger over det vejløse terræn og havde afskåret vejen fra Korpiselkä til Värtsilä og Suistamo på den østlige bred af Jänisjärvi. Herfra truede de med at omringe de sovjetiske styrker syd for Korpiselkä og de som lå forskanset i Värtsilä. For at undgå omringning måtte de sovjetiske styrker efterlade deres stillinger og trække sig tilbage mod øst. Det sovjetiske 367. infanteriregiment var i stand til at holde sine stillinger nord for Jänisjärvi indtil forsvarerne fra Värtsilä havde trukket sig tilbage dertil den 12. juli. Heiskanen fortsatte med at presse det 367. infanteriregiment rundt om den østlige side af Jänisjärvi og nåede Jänisjoki, der løber fra Jänisjärvi tile Ladoga søen den 16. juli, hvor de gik i defensiven.
Lagus fortsatte straks sin offensiv langs den nordøstlige bred af Ladoga søen. Det sovjetiske 452. motoriserede infanteriregiment ankom fra det Karelske Næs og dets første enheder blev sat i forsvarsposition ved Salmi, hvor Tulemajoki når Ladoga søen. Finske styrker ankom dertil den 18. juli, og tidligt næste morgen indledte de slaget ved at krydse floden 5 km nord for Salmi og det lykkedes dem at afskære vejene, som førte ind til Salmi om eftermiddagen. Næste dag var finnerne i stand til at trænge ind i landsbyen og kun små sovjetiske enheder undslap omringningen. Salmi blev endeligt erobret i de tidlige timer af den 21. juli.
Den forstærkede 5. division fortsatte sin fremrykning så hurtigt som muligt, og krydsede den gamle grænse ved Rajakontu den 22. juli. I mellemtiden havde en kampgruppe under oberst Järvinen sikret den venstre flanke af fremrykningen ved at krydse den gamle grænse ved Känsäselkä og havde den 19. juli erobret landsbyerne Kolatselkä og Palalahti i nærheden af Tulemajärvi, hvor de sikrede veje der første mod nord og øst og fortsatte deres fremrykning mod syd. Den 23. juli indledte den 5. division fra vest og en del af Järvinens styrke fra nord deres angreb på landsbyen Vitele, som blev erobret den følgende morgen. Lagus forsøgte uden held at omringe de retirerende sovjetiske styrker, men nåede om aftenen til Tuuloksenjoki, hvor sovjetiske kampvogne og artilleri stoppede hans lette styrkers fremmarch.
1. Division under oberst Paavo Paalu) var ankommet og tildelt til 6. Korps den 16. juli, men først den 20. juli nåede de frem til den hurtigt vigende front og afløste Järvinen og hans tropper, så de kunne angribe i retning af Vitele, hvorfra de fortsatte med at angribe i retning af Hyrsylä og østpå mod Vieljärvi som de erobrede nogle få dage senere. Tre sovjetiske regimenter og dele af 2 andre regimenter indledte en modoffensiv den 23. juli, og efter fem dages kampe lå frontlinjen fast 10 km øst for Vieljärvi.

## Omgruppering og sovjetisk modangreb
Den sovjetiske Nordfront omgrupperede sine styrker den 21. juli ved at overføre 168. division og et regiment fra 71. division til 23. arme, som havde ansvaret for forsvaret af det Karelske næs. Samme dag blev 7. arme reorganiseret så den kom til at bestå af to operative grupper. Petrozavodsk Grupen under generalløjtnant M. Antonjuk bestod af et infanteri regiment, to motoriserede regimenter, et panserregiment og nogle uafhængige enheder. Sydgruppen under generalløjtnant V. Tsvetajev bestod af en marinebrigade, to motoriserede regimenter og en række mindre enheder.
Mannerheim havde forstået situationen, og havde allerede den 19. juli beordret angrebet på Vitele-Vieljärvi linjen stoppet, da der fortsat var stærke fjendtlige styrker på den sydvestlige side af Jänisjärvi, og den hurtige fremrykning havde åbnet bredderne på Ladoga søen på højre flanke af 5. division, og det måtte dækkes af.
Mannerheims bekymringer var velbegrundede, idet generalmajor Pavlov, som var kommandør over kystbefæstningerne ved Ladoga søen den 19. juli beordrede 4. marinebrigade til at trænge ind bag de finske stillinger. I de tidlige timer af den 24. juli landede de på Lunkulansaari og Mantsi, to øer lige ved Salmi. Hele den 1., 5. og 11. division var i indsats på daværende tidspunkt, så Talvela måtte skrabe de styrker sammen, som han kunne finde (herunder et brobygningskompagni) for at kaste angriberne tilbage i søen. Ved hjælp af tungt artilleri, som ødelagde 4 af de 15 involverede skibe, lykkedes det at trænge de sovjetiske marinere tilbage til 3 adskilte lommer, og forsøget på at forstærke disse lommer om morgenen den 25. juli blev slået tilbage. En af de resterende lommer blev elimineret. Den 26. juli landede sovjetiske styrker ved Mantsi og denne gang lykkedes det dem næsten at erobre hele øen før det lykkedes Talvela at forstærke sine styrker der, og kampene fortsatte indtil langt ud på natten den 27. juli hvor den sidste sovjetiske modstand hørte op.

## Genoptagelse af offensiven
Det finske 7. korps under generalmajor Woldemar Hägglund blev beordret til at angribe langs den højre flanke af 6. Korps mod Sortavala. Halvøen mellem Ladoga søen og den finske grænse var ganske snæver og det vigtige jernbaneknudepunkt vec Matkaselkä lå kun 10 km fra grænsen. Så det var ikke så underligt, at de sovjetiske tropper var begyndt at befæste grænseområdet i dybden, straks efter Freden i Moskva i 1940. Disse befæstninger var svagest i på den nordlige del af fronten, så Hägglund besluttede at sætte sit hovedangreb ind her. Den 7. division forstærket med pionerenheder og hele 7. korps artilleri var koncentreret her. Den 19. division i syd måtte klare sig med sit eget artilleri.
Angrebet blev indledt om aftenen den 10. juli. Mens et kraftigt tordenvejr trak gennem området blev det besluttet at infanteriet skulle angribe uden støtte fra artilleriet, for derigennem at opnå en overraskelse. Planen lykkedes og de fleste sovjetiske styrker blev omringet i deres bunkere, som derefter blev sat ud af spillet med artilleristøtte. I løbet af den næste dag trængte 7. division frem og isolerede sovjetiske tilholdssteder. Om morgenen den 12. juli lykkedes det dem at gennembryde de sovjetiske forsvar af minefelter og befæstninger.
Glæden varede dog kun kort, da den forsvarende sovjetiske 168. division under oberst A. Bondarev viste sig at være meget dygtig i forsvar. Gang på gang lagde den nye minefelter, gravede nye stillinger og skyttegrave og undgik finske omringningsforsøg. Den 168. divisions forsvarskamp blev senere anvendt som lærebogseksempel på forsvarskrig i sovjetiske militærskoler.
7. division nåede den vestlige bred af Jänisjärvi den 13. juli og drejede mod syd.Den 15. juli lykkedes det dem at nå Sortavala-Petrozavodsk jernbanen ved Pirttipohja og omringede forsvarsstyrkerne der.
Den 19. division under oberst Esa Hannuksela) havde den lidet misundelsesværdige opgave at angribe den bedst forsvarede del af 168. divisions front. Hannuksela besluttede sig for at skabe en meget smal og dyb breche ved landsbyen Niinisyrjä, blot 200-300 meter bred og 4 km dyb for at gennembryde den befæstede grænseregion. Det 58. infanteriregiment under oberst Juva skulle gå forrest i angrebet som blev indledt sent om aftenen den 10. juli. Regimentet kæmpede hele natten og den næste dag, og trængte 1½ km frem. Det stod klart, at de ikke havde tilstrækkelig artilleri, så de måtte låne artilleri fra 2. Korps. Regimentet fortsatte angrebet og nåede igennem grænsebefæstningerne den 12. juli. Den sovjetiske 168. division gennemførte et modangreb for at lukke hullet og omringe 58. infanteriregiment, men det lykkedes finnerne at holde fast i korridoren, selv om det lykkedes de sovjetiske tropper at standse brugen af den med artilleri. Det 16. finske infanteriregiment, som fulgte det 58. infanteriregiment lykkedes det at genåbne korridoren om morgenen den 15. juli.
Den 7. division fortsatte sit angreb den 15. juli mod øst langs jernbanen. Den 17. juli lykkedes det den at gennembryde det sovjetiske forsvar på halvøen mellem Jänisjärvi og Vahvajärvi. I mellemtiden rykkede 30. og 51. infanteriregiment fra 7. division østpå mod Jänisjoki, hvor de etablerede kontakt med 11. division den samme dag. 30. og 51. infanteriregiment ryddede den vestlige bred af Jänisjoki og nåede Ladoga søen den 20. juli, hvorefter de begyndte at besætte øerne ved fronten af Sortavala.
37. infanteriregiment fra 7. division blev beordret til at trænge vestpå langs den sydlige bred af Vahvajärvi for at skabe forbindelse til 19. division, som forsøgte at omringe de sovjetiske styrker mellem divisionerne. Bondarev erkendte faren og beordrede det 402. sovjetiske infanteriregiment til at trække sig tilbage. Den 19. division havde fortsat sine angreb mod sydøst, og mellem den 18. og 25. juli foregik der heftige omringnings- og modomringningsforsøg inden det lykkedes finnerne at erobre hovedvejen og afskære jernbanen mellem Sortavala og Matkaselkä, som blev erobret den 18. juli. Det lykkedes sovjetiske styrker at fastholde det 37. infanteriregiment ved landsbyen Särkisyrjä den 18. – 19. juli og igen ved den næste landsby, Ilola, fra den 20. – 22. juli, hvilket gav 402. infanteriregiment mulighed for at trække sig tilbage. Den 25. juli var det lykkedes den 168. sovjetiske division at få rettet sin front ud så den var lettere at forsvare. Den forløb fra Kiteenjoki elven gennem bakkerne ved Tirimäki, Okanmäki og Voinmäki til Tohmajoki elven.
Da de sovjetiske styrker var blevet trængt ud af Jänisjoki dalen drejede resten af den 7. division mod sydvest. Den 25. juli krydsede den Tohmajoki. Fremrykningen var langsom, da det lykkedes de sovjetiske styrker at holde fast i deres forberedte stillinger på bakkerne og tvinge finnerne til at omringe dem. Den 28. juli fandt den 7. division et hul i den sovjetiske front og 30. infanteriregiment strømmede hurtigt igennem og erobrede Voinmäki. De fremrykkende finske styrker havde i et baghold held til at tage stabschefen for den sovjetiske 198. division, oberstløjtnant Sinyk til gange. Han medbragte papirer som indeholdt ordrerne for et sovjetisk modangreb, som skulle indledes den følgende dag, så alle finske enheder blev beordret til at standse deres offensive operationer og forberede sig på forsvar.
Den 23. sovjetiske arme overførte den 198. division fra det Karelske Næst til Sortavale med ordre til at gennemføre en modoffensiv sammen med 168. division. Målet for angrebet var generobringen af halvøen mellem Jänisjärvi og Ladoga søen, da det ville skabe en vanskelig situation for de finske styrker på nordsiden af Ladoga. Da offensiven startede den 29. juli
lykkedes det ikke at trænge frem nogetsteds, dels fordi de tilrådeværende styrker var utilstrækkelige mod finnerne, og dels fordi den erobrede information havde givet finnerne tid til at forberede sig på offensiven. Finnerne fortsatte den 3. august deres offensiv mod de resterende stillinger ved Tirimäki og Okanmäki, som forhindrede dem i at rykke frem mod Sortavala ) og erobrede dem den 5. august.

## 2. Korps
I mellemtiden havde det finske 2. Korps indledt sin egen offensiv den 13. juli på det smalleste sted mellem Ladoga søen og den finske grænse og det lykkedes hurtigt at gennembryde det sovjetiske forsvar, trænge frem i retning af Ladoga søen og true de sovjetiske styrker med omringning. Den 23. sovjetiske arme afblæste sin offensiv og beordrede 198. division til at fortsætte sydpå for at gennemføre en modoffensiv mod det fremrykkende finske 2. Korps. Den 168. division fik ordre til at trække sig tilbage i retning af Ladoga søen fra den 5. august. Det sovjetiske 367. infanteriregiment fik ansvar for forsvaret af Sortavala.
Selv om Sortavala var uden militær betydning, og var blevet neutraliseret da finnerne erobrede øerne der kontrollerede adgangen til Ladoga søen den 27. juli, havde den politisk betydning. Så i stedet for at forfølge 168. division koncentrerede finnerne deres styrker for at erobre byen. Den 12. august nåede 7. division frem til Sortavala og byen blev erobret fra de sovjetiske styrker den 15. august. Kun mindre grupper af sovjetiske tropper havde held til at undslippe fra byen.
2. Korps havde afskåret jernbanerne mellem Viipuri og Sortavala den 6. og 8. august. Mannerheim dannede det nye 1. Korps af 2., 7. og 19. division og gav det opgaven med at rydde den vestlige bred af Ladoga søen. 2. Korps nåede Ladoga søen den 8. august ved Lahdenpohja, og erobrede dermed den havn, som 168. division havde fået instruks om at bruge ved evakuering den 23. juli.
Den sovjetiske 168. division fortsatte sammen med forskellige regimenter og bataljoner tilbagetrækningen mod bredden af Ladoga søen under pres fra den 2. finske division i sydvest og den 19. division fra nord, mens den 7. division fortsatte sin offensiv mod Sortavala. Den 17. august havde de sovjetiske styrker kun kontrol over et 12 km bredt og 10 km dybt brohoved, men i de følgende dage samledes sovjetiske luft- og flådeenheder for at beskytte evakueringen af 168. division og andre enheder. Denne evakuering blev en stor succes, og finnerne kunne kun erobre et beskedent bytte fra modstandslonnerne, herunder 40 kanoner, 8 kampvogne, 310 biler, 35 traktorer og 1.500 levende og døde heste.

## Ny offensiv
På den nordlige side af den finske hovedoffensiv fik Oinonen sammen med kavaleribrigaden og den 2. jægerbrigade ordre til at rykke frem til den gamle grænse. Overfor dem stod dele af 52. infanteriregiment fra 71. division, som var under kommando af major Valli (en finskfødt kommunist, som var udvandret til Sovjetunionen under den Finske Borgerkrig). Mange karelere, ingrianere og finskfødte kommunister gjorde tjeneste i dens rækker såvel som mange veteraner fra Kuusinen's Folkets Hær fra Vinterkrigen.
De sonderende angreb begyndte den 7. juli, samtidig med hovedangrebet, og den sydligste 2. jægerbriade nåede Tolvajärvi den 14. juli. Herfra indledte brigade en nordlig omkredsende bevægelse mod Ägläjärvi. Angrebet fra kavaleribrigaden lykkedes ikke så godt, og finnerne var tvunget til at omringe de velforberedte sovjetiske bakkeforter, som finnerne ikke kunne erobre direkte, da de manglede artilleri og luftstøtte.
På dette tidspunkt havde den tyske 163. division under generalløjtnant Erwin Engelbrecht (dog uden en brigade og en del af artilleriet, som undervejs var blevet sendt til Salla) nået fronten ved Tolvajärvi og forsøgte med blot en brigade at gennembryde de sovjetiske stillinger der den 21. juli. Angrebet mislykkedes, da det viste sig at de sovjetiske styrker var stærkere end antaget.
En ny offensiv startede den 25. juli, da to bataljoner fra det tyske 310. infanteriregiment og en fra det finske 56. infanteriregiment begyndte et angreb langs jernbanen nær Näätäoja stationen. Ved Tolvajärvi besluttede Engelbrecht at bruge den vej, som 2. jægerbrigade havde åbnet, og beordrede dem og en tysk infanteribataljon fra 307. infanteriregiment til at erobre landsbyen Ägläjärvi for at afskære den sovjetiske forsyningslinje til Tolvajärvi. Angrebet mislykkedes og de sovjetiske styrker kunne holde vejen gennem Ägläjärvi åben, selv om de mistede et forsyningsdepot under kampene.
Generalløjtnant Engelbrecht udskiftede kavaleribrigaden med et par infanteribataljoner, som blev beordret i defensiven, og beordrede kavaleribrigade til at afskære vejen mellem Tolvajärvi og Ägläjärvi ved at rykke frem gennem skovene. Angrebet blev indledt den 2. august, og den 4. august nåede de vejen og begyndte at rykke mod Tolvajärvi og Ägläjärvi. Den 3. august, indledte den 2. jægerbrigade og den 1. bataljon af det tyske 307. infanteriregiment et angreb på Ägläjärvi, som de erobrede den 5. august. Den 6. august kom de i kontakt med kavaleribrigaden syd for Ägläjärvi. De sovjetiske styrker fortsatte deres tilbagetrækning til Aittojoki, hvor de sprængte broerne i luften og gravede sig ned. Deres nordlige styrker var i fare for at blive omringet fra Ägläjärvi, og forlod deres befæstede positioner der den 8. august, og trak sig tilbage til øst for Kuolismaa.

## 11. Division
Den 20. juli var 11. division blevet afløst fra Jänisjoki og blev først flyttet til reserven og derefter til området mellem den tyske 163. division og 1. division mod Hyrsylä den 11. august. De sovjetiske styrker i området blev forstærket med den nye 272. division den 10. august og de begyndt straks at angribe i retning af Vieljärvi mod den finske 1. division, men det lykkedes dem kun, på få steder, at trænge to km frem på fem dagen, inden angrebet blev afblæst.
Den 19. august indledte 11. division angrebet fra Hyrsylä mod nord og nåede jernbanen til Petrozavodsk og hovedvejen den følgende dag. Herfra fortsatte de mod nordøst mod Tsalkki, hvor den sidste brugbare forsyningsrute fandtes for de sovjetiske forsvarere. Ligeledes den 19. august stormede den 2. jægerbrigade, kavaleribrigaden og det tyske 307. infanteriregiment over Aittojoki. Kavaleribrigadens første mål var at indeslutte de forsvarende sovjetiske styrker, men disse erkendte deres udsatte stilling og det lykkedes dem at trække de fleste af deres styrker østpå inden 11. division afskar deres flugtvej ved Tsalkki den 23. august. Med erobringen af Suojärvi var den sidste by i Ladogakarelen blevet generobret.